# 東京斯卡樂園
東京斯卡樂園管絃樂團（日语：東京スカパラダイスオーケストラ，英語：Tokyo Ska Paradise Orchestra），日本知名樂團。簡稱為「Skapara」、「T.S.P.O.」。目前所屬於唱片公司為cutting edge，經紀公司是Sony Music Artists。樂曲都是以器樂為主。

## 經歷
於1985年組成，1989年11月18日由唱片公司ファイルレコード發行黑膠唱片東京斯卡樂園管絃樂團之後，於1990年4月21日由EPIC SONY發行單曲「MONSTER ROCK」，同年5月1日以「Skapara登場」專輯出道

## 成員

### 現任成員
- 川上毅（日语：川上つよし）（拼音：Kawakami Tsuyoshi、1967年1月21日 - ）
  - 負責貝斯。出生於東京都。B型。另外也是川上毅與他的Moodmakers（日语：川上つよしと彼のムードメイカーズ）樂團的團長。
- 谷中敦（日语：谷中敦）（拼音：Yanaka Atsushi、1966年12月25日 - ）
  - 負責中音薩克斯風。出生於東京都。A型。負責許多歌曲的歌詞。也有以演員的身分參演《令人討厭的松子的一生》、《小公主莎拉》和EXILE的《Ti Amo》。
- NARGO（本名：名古屋君義、拼音：Nagoya Kimiyoshi、1968年4月4日 - ）
  - 負責喇叭。出生於東京都。A型。另外以SFKUaNK!!的名義活動。有時會因為曲目需要而負責薩克斯風、口風琴跟鋼鼓（英语：Steelpan）。
- 北原雅彥（拼音：Kitahara Masahiko、1961年9月7日 - ）
  - 負責長號。出生於神奈川縣。A型。同樣以SFKUaNK!!活動著。
- GAMO（本名：蒲生俊貴、拼音：Gamō Toshitaka、1965年1月26日 - ）
  - 負責高音薩克斯風、中音薩克斯風。出生於北海道。B型。
- 沖祐市（拼音：Oki Yūichi、1966年9月5日 - ）
  - 負責鍵盤。出生於大阪。B型。另外有組一個兩人樂團sembello。
- 加藤隆志（拼音：Katō Takashi、1971年9月20日 - ）
  - 負責吉他。2000年1月加入。出生於鳥取縣。A型。另外有參與LOSALIOS。
- 大森はじめ（拼音：Ōmori Hajime、1965年6月29日 - ）
  - 負責打擊樂器。1996年1月1日加入。出生於東京都。B型。
- 茂木欣一（日语：茂木欣一）（拼音：Motegi Kin'ichi、1967年12月15日 - ）
  - 負責爵士鼓。2001年11月加入。出生於東京都。A型。另外是Fishmans成員。

### 過往成員
以下按照離開樂團時間排序。
- 武内雄平（拼音：Takeuchi Yūhei）

負責高音薩克斯風、長笛。1990年4月退出。曾經當過朝日新聞記者、現在是濱離宮朝日新聞館主任兼文化事業部員。
- 林 "MARC" 昌幸（拼音：Hayashi "Marc" Masayuki）

負責吉他。1992年6月退出。
- ASA-CHANG（本名：朝倉弘一、拼音：Askura Hirokazu、1963年7月4日 - ）

負責打擊樂器。1993年3月退出。退出時也辭退樂隊指揮的職務。在團裡亦負責化妝、髮型跟招募成員、另外也是樂團的創始成員。據說專輯『PIONEERS』大部分是由他一個人完成。然後以ASA-CHANG&朝聖活動著。
- クリーンヘッド・ギムラ （拼音：Cleanhead Gimura、本名：杉村英詩、拼音：Sugimura Eiji、1962年6月11日 - 1995年4月23日）

負責主唱。1995年4月23日死於腦腫瘤。
- 寺師徹（拼音：Terashi Tooru、1961年5月7日 - ）

負責吉他。1993年7月加入、1998年1月17日退出。然後加入黑色美女貝茲、還參與了濱崎步的團。並暫時改名叫「テレシッ」。
- 杉村ルイ（拼音：Sugimura Rui）

負責主唱。1998年2月加入、1999年2月退出。是杉村英詩的親弟弟、除了人聲之外還負責口琴。
- 青木達之（拼音：Aoki Tatsuyuki、1966年8月15日 - 1999年5月2日）

負責爵士鼓。1999年5月2日因為發生火車意外而身亡。也是創始成員之一。
- 冷牟田竜之（拼音：Hiyamuta Tatsuyuki、1962年2月14日 - ）

負責中音薩克斯風、吉他、攪拌器。1996年在泰國公演時因交通事故受重傷。然後繼續參與團裡事務直到為了戒毒在2008年7月17日退出並接受治療。出生於福岡縣。O型。現在以「DAD MOM GOD」的名義單飛。

### 支援團員
- 中村達也（拼音：Nakamura Tatsuya、1965年1月4日 - ）
  - 負責爵士鼓。活動時間是在青木達之突然去世後到茂木欣一加入前。